# ابن دقيق العيد
محمد بن علي بن وَهْب، تقي الدين، المعروف بابن دقيق العيد (625- 702 هـ/ 1228- 1302 م)، عالم مسلم، حافظ فقيه ومحدِّث بارع.

## مولده ونشأته
هو محمد بن علي بن وَهْب بن مطيع بن أبي الطاعة القُشَيري القُوصِي، أبو الفتح تقيُّ الدين، المعروف بابن دقيق العيد. وُلد يوم السبت 15 شعبان سنة 625هـ، في البحر الأحمر عند ساحل ينبع، حيث كان والده مجد الدين القشيري القوصي متوجهاً إلى الحج. قال ابن حجر: ولد بطريق مكة فِي المحرم سنة خمس وعشرين وستمائة، ويقال إن والده طاف بِهِ عَلَى يديه ودعا لَهُ بالعِلم والعمل. ونشأ ابن دقيق العيد في قوص بصعيد مصر.
قال عنه أبو الفتح بن سيد الناس اليعمري الحافظ: «لم أرَ مثله فيمن رأيت، ولا حملت عن أجلّ منه فيما رأيتُ ورويتُ، وكان للعلوم جامعاً، وفي فنونها بارعاً، مقدماً في معرفة علل الحديث على أقرانه، منفرداً بهذا الفن النفيس في زمانه، بصيراً بذلك شديد النظر في تلك المسالك.. وكان حسن الاستنباط للأحكام والمعاني من السنة والكتاب، مبرزاً في العلوم النقلية والعقلية». نشأ في صمت وانشغال بالعلم. ذكر الأدفوي في الطالع السعيد: (حكت زوجة أبيه، بنت التيفاشي، قالت: بنى عليّ والده، والشيخ تقي الدين ابن عشر سنين، فرأيته ومعه هاون وهو يغسله مرات زمناً طويلاً، فقلت لأبيه: ماهذا الصغير يفعل؟ فقلت له: يا محمد أي شيء تعمل؟ فقال: أريد أن أركّب حبراً، وأنا أغسل هذا الهاون).
حفظ القرآن، وسمع الحديث من والده الشيخ مجد الدين القشيري، وأبي الحسن بن هبة الله الشافعي، والحافظ المنذري، وأبي الحسن النعال البغدادي، وأبي العباس بن نعمة المقدسي، وقاضي القضاة أبي الفضل يحيى بن محمد القرشي، وأبي المعالي أحمد بن المطهر، والحافظ أبي الحسين العطار وخلائق غيرهم. وأخذ مذهبي مالك والشافعي، وأخذ العربية على ابن أبي الفضل المرسي.

## تلاميذه
تتلمذ عليه خلق كثير، على رأسهم قاضي القضاة شمس الدين ابن جميل التونسي ، وقاضي القضاة شمس الدين بن حيدرة، والعلامة أثير الدين أبو حيان الغرناطي، وعلاء الدين القونوي، وشمس الدين بن عدلان، وشمس الدين الذهبي وفتح الدين اليعمري، شرف الدين الإخميمي وغيرهم الكثير.
درّس بالمدرسة الفاضلية، والمدرسة المجاورة لضريح الشافعي، والمدرسة الكاملية، والصالحية، ودرس بدار الحديث بقوص.
بينما كان العالِم الفقيه علي بن وهب المعروف بمجد الدين القشيري يأخذ طريقه لأداء فريضة الحج في يوم السبت الخامس والعشرين من شهر شعبان سنة 625 هـ على ظهر إحدى السفن وبصحبته زوجته كريمة الشيخ الزاهد الورع مفرح الدماميني أحد كبار متعبدة الصعيد في القرن السابع الهجري، وذلك عن طريق البحر الأحمر الذي كانوا يسمونه في العصر الإسلامي ببحر القلزم، وما أن قاربت السفينة ساحل الينبع حتى حمل البشير إليه نبأ أدخل السرور والبشر على قلبه، وهو أن زوجته قد وضعت غلاماً، فرفع العالِم الفقيه مجد الدين القشيري يده إلى السماء شاكراً حامداً نعمة الله عليه سبحانه وتعالى على هذه المنة العظيمة. ولما قدم مكة حمل رضيعه المبارك بين يديه وطاف به البيت وهو يدعو الله سائلاً أن يجعله عالماً، وقد استجاب الله لدعائه، ووصل الفتى بجدّه وذكائه ومثابرته في الدرس وتحصيل العلوم إلى مرتبة قاضي قضاة المسلمين في العصر المملوكي.
وقد كان يدعى محمد بن عبد الله بن وهب، إلا أن اللقب الذي غلب عليه هو ابن دقيق العيد، وهو لقب جده الأعلى الذي كان ذا صيت بعيد، ومكانة مرموقة بين أهل الصعيد، وقد لقب كذلك لأن هذا الجد كان يضع على رأسه يوم العيد طيلساناً أبيضاً شديد البياض، فشبهه العامة من أبناء الصعيد لبياضه الشديد هذا «بدقيق العيد».
نشأ ابن دقيق العيد في مدينة قوص التي كانت تشتهر في ذلك الوقت بمدارسها العديدة ونهضتها الثقافية الواسعة، تحت رعاية والده مجد الدين القشيري الذي تخرج على يديه الآلاف من أبناء الصعيد، كما يشير إلى ذلك الأدفوي في «طالعه السعيد» في تراجم متفرقة.
وقد عاش شبابه تقياً نقياً ورعاً طاهر الظاهر والباطن، يتحرى الطهارة في كل أمر من أمور دينه ودنياه، فحفظ القرآن الكريم حفظاً تاماً، وتفقه على مذهب الإمام مالك على يد أبيه، ثم رجع وتفقه على مذهب الإمام الشافعي على يد تلميذ أبيه البهاء القفطي، كما درس النحو وعلوم اللغة على يد الشيخ محمد أبي الفضل المرسي، وشمس الدين محمود الأصفهاني، ثم ارتحل إلى القاهرة التي كانت في ذلك الوقت مركز إشعاع فكري وثقافي يفوق كل وصف، تكتظ بالعلماء والفقهاء في كل علم وفن، فانتهز ابن دقيق العيد هذه النهضة العلمية الواسعة التي شهدتها القاهرة في ذلك الوقت، والتف حول العديد من العلماء، وأخذ على أيديهم في كل علم وفن في نهم بالغ، ولازم سلطان العلماء الشيخ عز الدين بن عبد السلام حتى وفاته، وأخذ على يديه الأصول وفقه الإمام الشافعي، وسمع الحافظ عبد العظيم المنذري، وعبد الرحمن البغدادي البقال، ثم سافر بعد ذلك إلى دمشق وسمع بها من الشيخ أحمد عبد الدايم وغيره، ثم اتجه إلى الحجاز ومنه إلى الإسكندرية فحضر مجالس الشيوخ فيهما، وتفقه.. وبلغ غايته في شتى أنواع العلوم والمعرفة الإسلامية، وقد جمع بين فقهي الإمامين مالك والشافعي، ومكث بالقاهرة فترة يسيرة، اتجه على أثرها إلى مسقط رأسه قوص، حيث تقلد منصب التدريس بالمدرسة النجيبية، وهي إحدى المدارس الشهيرة في قوص، وهو لم يتجاوز السابعة والثلاثين من عمره، فالتف حوله المريدون يأخذون على يديه في مختلف الفنون والمعرفة الإسلامية. وقد عرف بغزارة علمه وسعة أفقه، فذاع صيته بين الناس حتى إن والي قوص أسند إليه منصب القضاء على مذهب الإمام مالك. ثم اتجه بعد ذلك إلى القاهرة، وقام فيها بالتدريس بالمدرسة الفاضلية، والكاملية، والصالحية، والناصرية، وكان ثقة في كل ما يقول أو يشرح حتى بلغ في النفوس مكانة سامية مرموقة.
وقد وصفه كثير من المؤرخين وكتّاب التراجم والطبقات كالسبكي وابن فضل الله العمري والأدفوي وغيرهم: بأنه لم يزل حافظاً للسانه، مقبلاً على شأنه.. وقف نفسه على العلوم وقصدها، فأوقاته كلها معمورة بالدرس والمطالعة أو التحصيل والإملاء.

## عقيدته
قال الإمام تقي الدين بن دقيق العيد في بيان عقيدة أهل السنة:
| ابن دقيق العيد | بسم الله الرحمن الرحيم، الحمد لله إله العالم، والصلاة على نبيه محمد سيد ولد آدم. نؤمن بأن الله تعالى موجود، حي، لا أول لوجوده ولا انتهاء، وكل من عداه من مَلَكٍ وفَلَكٍ ونفسٍ وإنسٍ وجن فوجوده من صُنعه سبحانه وتعالى. لا يستحق الوجود الواجب شيء سواه. وأن السموات والأرض مُحدَثَة مُبدَعَةٌ بعد العدم، كانت بعد أن لم تكن، ومن اعتقد قِدَمَهَا فقد كفر. ونؤمن بأن الله تعالى عالمٌ بجميع المعلومات، محيط علمه بالكليات والجزئيات، سميع يُدرِك المسموعات، بصير يُدرِك المُبصَرَات، سواء في عِلمِهِ أَجلى الجليات وأخفى الخفيات، لا يَعزب عن عِلمه مثقال ذرة في الأرض ولا في السماء. وبأنه قادر على جميع الممكنات، لا يمنع قدرته مانع، ولا يدفع مشيئته دافع، قدرته على الأشياء بلا مِزاج، وصُنعه لها بلا علاج، وهو على كل شيء قدير. وبأنه مُريد مُخصص بعض الجائزات بالوجود دون بعض على حسب مشيئته، ويميز صفات بعضها عن بعض على حسب إفادته، وصدور العالم عنه بالمشيئة والقدرة، {إنما أمره إذا أراد شيئاً أن يقول له كن فيكون}. وأنه مُتَكلم آمِرٌ ناه، أنزل القرآن المجيد على نبيه محمد ﷺ هدى للناس وبينات من الهدى والفرقان. وأنه لا يُشبهه شيء من المُحدَثات، ولا تُشبِه صفاته صفات المخلوقات، كما لا يُشبه ذاته شيء من الذوات. ولا تَحُلُّ ذاته ولا صفاته في شيء. وكل صفة لا تكون إلا للمُحدثات فهي مُحال عليه تعالى وتقدس؛ لوجوب قِدَمِه. مُتَقَدّس عن تخيلات الأوهام، متعال عن إحاطة الأفهام، متكبر عن نقص الأجسام، {ليس كمثله شيء وهو السميع البصير}. مُتصف بكل كمال، مُبَرّأ من كل نقص، منتهى الحاجات، إليه يرجع الأمر كله. مُنفرد بالإلهية فلا شريك له ولا ضد ولا ند ولا ولد؛ {إن كل من في السموات والأرض إلا آتي الرحمن عبداً}. ونؤمن بالقدر كله، خيره وشره، فكل متحرك من ذات وصفة وحركة وسُكون فمستند إلى قدرته وإرادته؛ {وما تشاءون إلا أن يشاء الله}. قدرته العظمى حاكمة على جميع القُدَر، ومشيئته العالية قاهرة لجميع المشيئات، يَحول بين المرء وقلبه، ويمنع إرادات المخلوقات أن تقع إذا شاء، ويوقعها في نفس من شاء من غير سبب إذا أراد، ويمنع الأسباب عن مُسَبّباتِها، ويقطع المسببات عن أسبابها؛ {قلنا يا نار كوني برداً وسلاماً على إبراهيم}. وأنه تعالى تجوز رؤيته وتقع في الآخرة كما أخبر عنه ﷺ بالمعنى الذي أراده والوجه الذي قصده، مع التنزيه عما لا يجوز على الله تعالى. وكذلك نقول في الألفاظ المُشكَلَة الوارِدَة في الكتاب والسنة تَنَزه الله عما لا يليق بجلاله، ونؤمن بأنها حق وصدق على الوجه الذي أراد حُصُولَه ورسوله، من أول شيئاً منها فإن كان تأويله قريباً على ما يقتضيه لسان العرب ويُفهم في مُخاطباتِهم لم نُنكره عليه ولم نُبَدّعه، وإن كان تأويلاً بعيداً توقفنا عن قبوله واستبعدناه، ورجعنا إلى القاعدة في الإيمان بمعناه والتصديق به على الوجه الذي أٌريد مع التنزيه. وما كان معناه من صفة الألفاظ ظاهراً مفهوماً في تخاطب العرب قلنا به من غير توقف، كما في قوله تعالى: {يا حسرتى على ما فرطت في جنب الله} فنحمله على حق الله وما يجب له، أو على قريب من هذا المعنى، ولا نتوقف فيه. وكذلك قوله عليه السلام: (قلب المؤمن بين إصبعين من أصابع الرحمن) نحمله على أن إرادات القلب واعتقاداته مُتَصَرَّفَة بقدرة الله تعالى وما يُوقِعُه في القلوب، وهكذا سائر الأمور الظاهرة المعنى المفهوم عند سامعيها ممن يَفهَم كلام العرب. ونؤمن بجميع ملائكته وكتبه ورسله إيماناً كلياً، فمن ثبت بعَينِه كجبريل وميكائيل وإسرافيل وملك الموت وجب الإيمان به عيناً، ومن لم يُعرف اسمه آمنا به إجمالاً، وكذلك الكتب المُنزلة. والأنبياء المرسلون من علما اسمه وجب الإيمان بِعَينِه، ومن لم نعلم اسمه آمنا به إجمالاً، وما كان من ذلك ثابتاً بالنص والتواتر كَفَرَ من يَكفُر به. ونؤمن بأنه أرسل محمداً ﷺ إلى كافة خلقِهِ بالحق، وأيّده بالمعجزات الباهرة التي منها القرآن المجيد الذي {لا يأتيه الباطل من بين يديه ولا من خلفه تنزيل من حكيم حميد} أعجز البُلغاء وأفحم الفُصحاء بعد أن تحداهم أن يأتوا بِمثلِه، فقال: {قل لئن اجتمعت الإنس والجن على أن يأتوا بمثل هذا القرآن لا يأتون بمثله ولو كان بعضهم لبعض ظهيراً} ثم تحداهم بسورة منه فقال: {وإن كنتم في ريب مما نزلنا على عبدنا فأتوا بسورة من مثله} فقهرهم العجز أجمعين، وأجاب من سبقت له الحسنى من الله تعالى. ثم أيده مع ذلك بالآيات المتعددة التي ظهرت على يديه: كالأخبار عن الغيوب، وتكثير الطعام والماء، وانقياد الشجر، وحنين الجذع، وانشقاق القمر، وغير ذلك مما صح به الخبر ونقله أهل العدالة ومن يقطع بصحة اعتقادهم وتَدَيُّنهِم بتحريم الكذب. مع ما كان عليه ﷺ من الزهادة في الدنيا والرغبة في الآخرة وما عند الله تعالى، والاعتماد عليه في الأمور كلها، واطراح الأسباب في الاعتقاد، والاعتماد على رب الأرباب، وكثرة الذكر والعبادة والتذكير والتّبتّل الذي اقتضى تفطير قدميه من القيام، إلى غير ذلك من أحواله الشريفه التي لا تُحصى كثرةً ولا يحتاج مُوَفّقٌ معها إلى سواها دليلاً ولا غيره. ونؤمن بأن كل ما جاء به من عند الله تعالى حق وصدق من انفطار السماء وانكدار النجوم وتكوير الشمس وزوال هيئة العالم وانتقال الخليقة بأجسامهم إلى دار الآخرة {ليروا أعمالهم فمن يعمل مثقال ذرة خيراً يره ومن يعمل مثقال ذرة شراً يره} ووقوفهم للحساب، ووزن أعمالهم، وجوازِهِم على الصراط، واستقرارِهِم في دار النعيم وهي الجنة، أو دار العذاب وهي النار، كل ذلك راجع إلى أمور محسوسة في الجنة والنار من النعيم والعذاب. وكل ما ورد في القرآن الكريم وصحّت به الرواية عن رسول الله ﷺ آمنا به على ظاهره إذا كان ظاهره جائزاً عقلاً. ونؤمن بعذاب القبر ونعميه، ومُسائلة الملكين عن الإيمان، والصّور والنفخ فيه لرد الأرواح إلى الأجساد، وبجميع ما صح من أشراط الساعة على وجهه وحقيقته، كنزول عيسى بن مريم صلى الله عليه، وقَتْلِه الدجال، وخروج يأجوج ومأجوج، ودابة الأرض. ونتولى جميع أصحاب رسول الله ﷺ فلا نسب أحداً منهم، ولا نُضمر لهم كراهة ولا نقصاً ليس منهم، ونعرف لهم سوابقهم وفضائلهم ونصرهم لدين الله تعالى، وتمهيدهم الإسلام إلى يوم الدين، فلا لسان ينطق بالشهادتين بعدهم ولا ضمير يشتمل على خصلة من خصال الإيمان إلا وهو في جملة حسناتهم؛ لتأسيس القواعد لهم، ولأنه (من سن سنة حسنة فله أجرها وأجر من عمل بها إلى يوم القيامة)، والإيمان أفضل الحسنات وأعظم السنن، ولا بلد ولا مسجد يُذكر فيه اسم الله تعالى إلا ولهم في ذلك نصيب من الأجر. وما نقل فيما شجر بينهم واختلفوا فيه فمنه ما هو باطل وكذب فلا التفات إليه، وما كان منه صحيحاً أوّلناه على أحسن التأويلات وطلبنا له أجود المخارج؛ لأن الثناء عليهم من الله سابق، وما يُنقل يَحتمل التأويل، والمشكوك لا يُبطِل المعلوم. ونعتقد صحة إمامة أبي بكر الصديق وعمر الفاروق وعثمان وعلي رضوان الله عليهم أجمعين، لم يقم منهم أحدٌ في مقام الخلافة إلا بحق ووجه شرعي لا ظلم فيه ولا حيد ولا حَيْفَ ولا غَصْب. وسئل مالك رضي الله عنه عن الأفضل بعد رسول الله ﷺ فقال: (أبو بكر وعمر، أو في ذلك شك؟!) وعلى هذا أئمة الفتوى وأكابر أصحاب الحديث المتسمين بالسنة. ونعتقد أن الآجال التي علم الله بوقتها لا تتقدم ولا تتأخر عما عَلِمَه، فلا نَقطع أجَلَ أحد عن الوقت الذي عَلِمَ الله تعالى وقوعه فيه. ونرى وجوب الأمر بالمعروف والنهي عن المنكر، على من قدر عليه، وعَلِم المعروف والمنكر، ولم يخف على نفسه ضرراً شديداً يشق عليه احتماله. والله الموفق للعصمة، ولا رب غيره. | ابن دقيق العيد |

## مؤلفاته
كان ابن دقيق العيد، بجانب امتيازه في التدريس والفقه والتأليف، خطيباً بارعاً، وله ديوان شعر ونثر لا يخرج عن طريقة أهل عصره الذين عرفوا بالسجع والمحسنات البديعة.
ومن أشهر كتبه:
1. الإمام في معرفة أحاديث الأحكام، صدر ما وصل إلينا منه في 4 مجلدات، بتحقيق الشيخ الدكتور سعد بن عبد الله الحميِّد.[8]
2. الإلمام بأحاديث الأحكام، وهو مختصر من الكتاب السابق (الإمام).[ا]
3. شرح الإلمام بأحاديث الأحكام، وهو شرح للكتاب السابق (الإلمام).
4. إحكام الأحكام شرح عمدة الأحكام.
5. شرح كتاب التبريزي في الفقه.
6. شرح مقدمة المطرزي في أصول الفقه.
7. الاقتراح في بيان الاصطلاح.
8. شرح مختصر ابن الحاجب.
9. شرح الأربعين النووية.
10. اقتناص السوانح.
11. ديوان شعر.

و قد كان ذا عزيمة عظيمة في التأليف.
ذكر الأدفوي في الطالع: ((أخبرنا قاضي القضاة نجم الدين أحمد القمولي، أنه أعطاه دراهم وأمره أن يشتري بها ورقاً ويجلده أبيض، قال: فاشتريت خمسة وعشرين كراساً، وجلدتها وأحضرتها إليه، وصنف تصنيفاً وقال إنه لا يظهر في حياته)).

## قالوا عنه
قال ابن سيد الناس: «لم أر مثله في من رأيت، ولا حملت عن أجل منه فيمن رأيت ورويت، وكان للعلوم جامعاً، وفي فنونها بارعا مقدماً في معرفة علل الحديث على أقرانه، منفرداً بهذا الفنن النفيس في زمانه».
وقال الأدفوي: «التقي ذاتاً ونعتا، والسالك الطريق التي لا عوج فيها ولا أمتا، والمحرز من صفات الفضل فنوناً مختلفة وأنواعاً شتى، والمتحلي بالحالتين الحسنيين صمتا وسمتا، إن عرضت الشبهات أذهب جوهر ذهنه ما عرض، أو اعترضت المشكلات أصاب شاكلتها بسهم فهمه فأصاب الغرض».

## من عزة نفسه
لما عزل نفسه من القضاء، ثم طُلب ليولى، قام له السلطان المنصور لاجين لما أقبل، فأبطأ المشي، فجعلوا يقولون له: السلطان واقف، فيقول: أديني أمشي، وجلس معه على الجوخ حتى لا يجلس دونه، وقبل السلطانُ يده فقال له: تنتفع بهذا.

## من نظمه
وله:

## وفاته
توفي يوم الجمعة حادي عشر صفر سنة 702 هـ، ودفن السبت بسفح المقطم شرق القاهرة، وكان يوماً مشهوداً وصلي عليه بسوق الخيل بالقاهرة وحضر جنازته نائب السلطنة والأمراء وجمع غفير من الأمة. وقد ترك ابن دقيق العيد الكثير من المؤلفات في الحديث وعلوم الفقه، ما زالت تعتز بها المكتبة العربية حتى يومنا هذا.